# Chelidura specifica
Chelidura specifica – gatunek skorka z rodziny skorkowatych i podrodziny Anechurinae.
Takson ten po raz pierwszy odnotowany został w 1936 roku pod nazwą Anechura (Borelliola) euxina f. brachylabia przez Grigorija Bej-Bienkę, ale bez wyznaczania holotypu. Jako gatunek opisany został w 1989 roku przez Henrika Steinmanna.
Skorek ten ma stosunkowo krępe ciało o długości od 12 do 15 mm mierzonej wraz ze szczypcami. Rudopomarańczowa, duża, nabrzmiała głowa ma słabo widoczne szwy, wklęśniętą tylną krawędź i małe, znacznie krótsze od skroni oczy. Brązowe czułki mają pierwszy człon krótszy niż rozstaw czułków, drugi kwadratowy, a trzeci walcowaty i dłuższy niż prawie stożkowaty człon czwarty.  Poprzeczne, mniej więcej tak szerokie jak głowa przedplecze ma mniej lub bardziej równoległe i delikatnie wklęsłe krawędzie boczne, wypukłą krawędź tylną i bruzdę podłużną przez środek powierzchni. Środek przedplecza jest jasnorudobrązowy, zaś jego boki żółtawobrązowe. Pod silnie skróconymi pokrywami brak jest skrzydeł tylnej pary. Śródplecze i zaplecze są jasnorudoobrązowe. Odnóża są żółtawobrązowe. Wydłużony odwłok ma mniej lub bardziej równoległe, nieco tylko w widoku od góry wypukłe boki i ciemnorudobrązowe tergity, z których trzeci ma bardzo małe, a czwarty duże podgięcia gruczołowe na bokach. Poprzeczny tergit ostatni ma dwa duże guzy środkowo-boczne i silnie wgłębioną część środkowo-tylną. Poprzeczne pygidium jest niezmodyfikowane. Przysadki odwłokowe (szczypce) są u samicy krótkie, spłaszczone w części nasadowej i środkowej, a w wierzchołkowej bardziej cylindryczne. U samca ramiona szczypców są bardzo krótkie i szerokie, u nasady silnie spłaszczone, faliste i z blaszkowatymi brzegami wewnętrznymi. Bardzo szerokie narządy rozrodcze samca charakteryzują się krótką i szeroką, silnie zwężoną nasadowo i rozszerzoną wierzchołkowo płytką centralną, szerokimi u nasady paramerami zewnętrznymi o rozwartych wierzchołkach oraz krótką, u podstawy zakrzywioną virgą w płacie genitalnym.
Owad palearktyczny, endemiczny dla Kaukazu, znany wyłącznie z południowoeuropejskiej części Rosji.